# Formose Mendy (ur. 2001)
Formose Mendy (ur. 2 stycznia 2001 w Dakarze) – senegalski piłkarz grający na pozycji środkowego obrońcy we francuskim klubie FC Lorient oraz w reprezentacji Senegalu.